# Deadline World Tour
Deadline World Tour – trzecia światowa i czwarta ogólnie trasa koncertowa południowokoreańskiego girlsbandu Blackpink. Uznawana za pierwszą w pełni stadionową trasę zespołu, rozpoczęła się 5 lipca 2025 roku na stadionie w Goyang w Korei Południowej, a zakończy się 25 stycznia 2026 roku na stadionie Kai Tak w Hongkongu.

## Tło
5 lutego 2025 roku Blackpink zapowiedziały swoją nadchodzącą trasę koncertową za pośrednictwem mediów społecznościowych. W tamtym czasie udostępniono jedynie ograniczone informacje – grupa opublikowała krótki materiał wideo zapowiadający trasę. Klip ukazywał wiwatujących fanów w dużych obiektach, cztery członkinie występujące na scenie, a na końcu pojawił się napis „2025 World Tour” w różowym kolorze na czarnym tle. Dwa tygodnie później, 19 lutego, agencja YG Entertainment ujawniła plakat zapowiadający stadionową trasę koncertową obejmującą 10 miast i 13 dat, z koncertami w Korei Południowej, Ameryce Północnej i Europie.
16 maja Blackpink ogłosiły Deadline World Tour jako oficjalny tytuł trasy koncertowej. 27 maja YG Entertainment ogłosiło daty azjatyckiej części trasy. 23 czerwca wytwórnia potwierdziła, że Blackpink zaprezentują swój nowy utwór podczas pierwszego koncertu trasy w Goyang.

## Odbiór komercyjny
Bilety na koncerty w Europie i Ameryce Północnej trafiły do sprzedaży 27 lutego. Ze względu na spodziewane duże zainteresowanie ogłoszono dwa dodatkowe koncerty — po jednym na każdym z obiektów: Wembley Stadium w Londynie oraz Stade de France w Paryżu. Dwa dodatkowe koncerty ogłoszono również na stadionach Citi Field w Nowym Jorku, Rogers Stadium w Toronto oraz SoFi Stadium w Los Angeles, ponieważ amerykańska część trasy została wyprzedana.
15 maja 2025 roku wszystkie bilety na dwa koncerty na stadionie w Goyang zostały wyprzedane wkrótce po rozpoczęciu sprzedaży. W odpowiedzi na ogromne zainteresowanie, 22 maja udostępniono miejsca z ograniczoną widocznością.

## Setlista

### Akt 1
1. „Kill This Love”
2. „Pink Venom”
3. „How You Like That”
4. „Playing with Fire”
5. „Shut Down”

### Akt 2 – Solo
1. „Earthquake” (Jisoo solo)
2. „Your Love” (Jisoo solo)
3. „New Woman” (Lisa solo)
4. „Rockstar” (Lisa solo)

### Akt 3
1. „Pretty Savage”
2. „Don't Know What to Do”
3. „Whistle”
4. „Stay”
5. „Lovesick Girls”

### Akt 4 – Solo
1. „Mantra” (Jennie solo)
2. „With the IE (Way Up)” (Jennie solo)
3. „Like Jennie” (Jennie solo)
4. „3am” (Rosé solo)
5. „Toxic Till the End” (Rosé solo)
6. „Apt.” (Rosé solo)

### Akt 5
1. „Jump”
2. „Boombayah”
3. „Ddu-Du Ddu-Du”
4. „As If It’s Your Last”
5. „Forever Young”

## Lista koncertów
| Data                 | Miejscowość | Państwo           | Obiekt                         | Frekwencja | Dochód (USD) |
| Azja                 | Azja        | Azja              | Azja                           | Azja       | Azja         |
| -------------------- | ----------- | ----------------- | ------------------------------ | ---------- | ------------ |
| 5 lipca 2025         | Goyang      | Korea Południowa  | Goyang Stadium                 | 78 000     |              |
| 6 lipca 2025         | Goyang      | Korea Południowa  | Goyang Stadium                 | 78 000     |              |
| Ameryka Północna     |             |                   |                                |            |              |
| 12 lipca 2025        | Los Angeles | Stany Zjednoczone | SoFi Stadium                   |            |              |
| 13 lipca 2025        | Los Angeles | Stany Zjednoczone | SoFi Stadium                   |            |              |
| 18 lipca 2025        | Chicago     | Stany Zjednoczone | Soldier Field                  |            |              |
| 22 lipca 2025        | Toronto     | Kanada            | Rogers Centre                  |            |              |
| 23 lipca 2025        | Toronto     | Kanada            | Rogers Centre                  |            |              |
| 26 lipca 2025        | Nowy Jork   | Stany Zjednoczone | Citi Field                     |            |              |
| 27 lipca 2025        | Nowy Jork   | Stany Zjednoczone | Citi Field                     |            |              |
| Europa               |             |                   |                                |            |              |
| 2 sierpnia 2025      | Paryż       | Francja           | Stade de France                |            |              |
| 3 sierpnia 2025      | Paryż       | Francja           | Stade de France                |            |              |
| 6 sierpnia 2025      | Mediolan    | Włochy            | Ippodromo La Maura             |            |              |
| 9 sierpnia 2025      | Barcelona   | Hiszpania         | Estadi Olímpic Lluís Companys  |            |              |
| 15 sierpnia 2025     | Londyn      | Anglia            | Wembley Stadium                |            |              |
| 16 sierpnia 2025     | Londyn      | Anglia            | Wembley Stadium                |            |              |
| Azja                 |             |                   |                                |            |              |
| 18 października 2025 | Kaohsiung   | Tajwan            | Kaohsiung National Stadium     |            |              |
| 19 października 2025 | Kaohsiung   | Tajwan            | Kaohsiung National Stadium     |            |              |
| 24 października 2025 | Bangkok     | Tajlandia         | Rajamangala Stadium            |            |              |
| 25 października 2025 | Bangkok     | Tajlandia         | Rajamangala Stadium            |            |              |
| 26 października 2025 | Bangkok     | Tajlandia         | Rajamangala Stadium            |            |              |
| 1 listopada 2025     | Dżakarta    | Indonezja         | Gelora Bung Karno Main Stadium |            |              |
| 2 listopada 2025     | Dżakarta    | Indonezja         | Gelora Bung Karno Main Stadium |            |              |
| 22 listopada 2025    | Bulacan     | Filipiny          | Philippine Arena               |            |              |
| 23 listopada 2025    | Bulacan     | Filipiny          | Philippine Arena               |            |              |
| 29 listopada 2025    | Singapur    | Singapur          | Singapore National Stadium     |            |              |
| 30 listopada 2025    | Singapur    | Singapur          | Singapore National Stadium     |            |              |
| 16 stycznia 2026     | Tokio       | Japonia           | Tokyo Dome                     |            |              |
| 17 stycznia 2026     | Tokio       | Japonia           | Tokyo Dome                     |            |              |
| 18 stycznia 2026     | Tokio       | Japonia           | Tokyo Dome                     |            |              |
| 24 stycznia 2026     | Hong Kong   | Hong Kong         | Kai Tak Stadium                |            |              |
| 25 stycznia 2026     | Hong Kong   | Hong Kong         | Kai Tak Stadium                |            |              |
| Łącznie              |             |                   |                                |            |              |